# Poplarville
Poplarville is een plaats (city) in de Amerikaanse staat Mississippi, en valt bestuurlijk gezien onder Pearl River County.

## Demografie
Bij de volkstelling in 2000 werd het aantal inwoners vastgesteld op 2601.
In 2006 is het aantal inwoners door het United States Census Bureau geschat op 2782, een stijging van 181 (7,0%).

## Geografie
Volgens het United States Census Bureau beslaat de plaats een oppervlakte van
10,0 km², geheel bestaande uit land. Poplarville ligt op ongeveer 97 m boven zeeniveau.

## Plaatsen in de nabije omgeving
De onderstaande figuur toont nabijgelegen plaatsen in een straal van 36 km rond Poplarville.